# ソーシエ
株式会社ソーシエは、神奈川県横浜市に本社を置く、教育福祉事業と飲食事業の2つの柱を軸にサービスを展開する企業。

## 概要
- 企業のミッションは「人の「できる」を増やす」。
- 会社名の「ソーシエ（Sourcier）」は、 フランス料理においてソースの製作を任せられている料理人を意味する。素材の味を際立たせ料理に一体感をもたらすように、顧客にとっての「ソーシエ」となるべく、人生を引き立て、輝かしいものにしていきたいという思いが込められている[3]。
- 教育福祉事業のビジョンは「子どもから高齢者までのケアとサポートをする会社に。」
- 神奈川県と東京都において、教育福祉事業と飲食事業と合わせて10のブランドを展開している。

## 沿革
- 2006年7月20日設立。飲食事業をスタート。フランチャイズとして宅配寿司銀のさらの加盟店となる。2016年以降、釜寅、林屋茶園に参画。2017年、オリジナルブランド「グリとニル」を立ち上げる[4]。
- 顧客の中に高齢者が増えてきていること、また家族の介護を理由に離職や転職を余儀なくされるスタッフがでてきたことを受けて、2011年4月に介護事業を開始[5]。「おいしいと笑顔が溢れる場所」をコンセプトに、食にこだわったデイサービス「シェフズデイサービス」を開所。
- 2016年、放課後等デイサービス「ココノワ」の事業を立ち上げる。
- 2017年5月、0歳〜2歳対象の認可型小規模保育園「ぽとふ保育園」の事業を開始[6]。
- 2019年、発達障害のある人のため就労移行支援事業「ディーキャリア」の運営開始。同年、本社を横浜に移転。
- 2021年、シェフズデイサービスにてUNIQLO UNIFORMを採用[7]。
- 2022年5月1日、大畑翔一に代わり代表取締役社長に大須賀和亮が就任[8]。
- 2023年1月、シェフズデイサービス青空が日本デイサービス協会による「2023年デイサービス5選」において、1,831事業所の中からベスト16に選出される[9][10]。

## 事業内容

### 教育福祉事業
- 介護デイサービス「シェフズデイサービス」（7つの介護事業所を展開）
- 認可型小規模保育園「ぽとふ保育園」（13の保育所を展開）
- 放課後等デイサービス「ココノワ」

### 飲食事業
- 宅配寿司「銀のさら」
- 宅配御膳「釜寅」
- 和カフェ「林屋茶園」

## 事業所
- 本社（横浜オフィス）

神奈川県横浜市神奈川区栄町5-1 クリエーションスクエア14階